# Сплетня (фильм, 2000)
«Сплетня» (англ. Gossip) — американский художественный фильм 2000 года, поставленный режиссёром Дэвисом Гуггенхаймом.

## Сюжет
Трое студентов: богач Деррик Вебб, Кэтти Джонс и художник Трэвис — близкие друзья. Все вместе они живут в большой квартире Деррика. Вместе изучают массовые коммуникации и журналистику. Однажды в ночном клубе Деррик видит их однокурсницу Наоми Престон, отключившуюся после большого количества выпитого алкоголя с её парнем Бо. После этого троица решает запустить сплетню о том, что известная своей неприступностью Наоми занималась сексом с Бо, и изучить её распространение, построив на этом свою совместную научную работу. Однако последствия оказываются намного более серьёзными, чем они могли ожидать. Распространяясь, сплетня видоизменяется, превращаясь в историю об изнасиловании. Когда сплетня доходит до Наоми, она начинает верить в неё, так как плохо помнит, что происходило тем вечером. После этого она подает в полиции заявление об изнасиловании, и Бо арестовывают. Между тем Кэтти узнаёт, что Деррик в школьные годы был знаком с Наоми, более того, у них были отношения, а затем Наоми обвинила его в изнасиловании, которое Деррик отрицает. 
Дружба близких людей дает трещину. Кэтти пытается признаться, но полиция считает ее слова попыткой выгородить Бо. К тому же она не может верить Деррику, так как теперь она на себе знает последствия сплетен, но не может верить и Наоми, так как обнаружила ее весьма внушаемой. После эмоциональной встречи Деррика и Наоми, на которой он признает, что запустил эту сплетню чтоб разрушить ее жизнь здесь, по кампусу разлетается новость сначала о ее самоубийстве, а затем - об убийстве, в котором прилюдно обвиняют Деррика. Когда к нему с обыском приходит полиция, то он сначала пытается использовать Трэвиса для своей защиты, но так как Трэвис отказался давать ложные показания, то Деррик специально его подставляет, показывая полицейским комнату Трэвиса, в которой находится огромный художественный стенд, посвященный ситуации и заполненный фотографиями Наоми. Деррик прилюдно называет Трэвиса сумасшедшим и одержимым.
Из-за подозрения в убийстве Деррик собирается сбежать, но возмущенный его словами, сказанными накануне, Трэвис угрожает ему пистолетом, в завязавшейся потасовке пистолет случайно стреляет в Кэтти. Пока девушка умирает, Трэвис и Деррик пытаются придумать одну линию поведения, которой они должны придерживаться, ведь Трэвис готов свалить все на Деррика. В сердцах Деррик кричит, что он насильник, но не убийца - и внезапно оказывается, что все это было заснятым на пленку отрежиссированным действием ради его признания, где роли полицейских были сыграны работающими на Наоми людьми,  Кэтти не ранена, а сама Наоми жива. Опустошенный Деррик спрашивает, что же о нем скажут люди, на что Трэвис возвращает ему сказанную им однажды фразу, что это всего лишь ничего не значащие слова.

## В ролях
| Актёр               | Роль             |
| ------------------- | ---------------- |
| Джеймс Марсден      | Деррик Вебб      |
| Лина Хиди           | Кэтти Джонс      |
| Норман Ридус        | Трэвис           |
| Кейт Хадсон         | Наоми Престон    |
| Джошуа Джексон      | Бо Эдсон         |
| Мариса Кафлан       | Шейла            |
| Эрик Богосян        | профессор Гудвин |
| Эдвард Джеймс Олмос | детектив Кёртис  |
| Шэрон Лоренс        | детектив Келли   |
| Кристин Бут         | Дайан            |

## Саундтрек
1. Graeme Revell — «Start Theme»
2. Poe — «Our Lips Are Sealed»
3. Morcheeba — «Tape Loop»
4. Propellerheads — «Crash!»
5. God Lives Underwater — «From Your Mouth»
6. Tin Star — «Head»
7. Psykosonic — «Panik Kontrol»
8. Dusty Springfield — «The Look of Love»
9. Curve — «You Don’t Know»
10. Tin Star — «Disconnected Child»
11. Richard Butler — «After All»
12. Hednoize — «Skullsplitter»
13. The Folk Implosion — «Serge»
14. James Marsden — «Glow»
15. Tonic — «Mean To Me»

А также песня «Thorazine» в исполнении Danny Sabel.

## Прокат
В премьерные выходные фильм заняла 12 позицию в северо-американском прокате, собрав 2,3 млн долларов. Сборы на следующей неделе снизились на 59 %, а фильм опустился до 17 места в национальном прокате.
Всего картина собрала 5 108 820 долларов в США и 7 482 450 — за рубежом. Общие сборы составили 12 591 270 при бюджете 24 млн долларов.